# Tetragnatha brevignatha
Tetragnatha brevignatha là một loài nhện trong họ Tetragnathidae.
Loài này thuộc chi Tetragnatha. Tetragnatha brevignatha được miêu tả năm 1992 bởi Gillespie.